# Francisco de Cabrera y Bobadilla
Francisco de Cabrera y Bobadilla (... – 29 gennaio 1529) è stato un vescovo cattolico spagnolo, vescovo di Salamanca dal 18 novembre 1510 fino alla sua morte.
Figlio di Andrés de Cabrera, marchese di Moya e di Beatriz de Bobadilla, fu ordinato sacerdote e divenne arcidiacono di Toledo, vescovo di Ciudad Rodrigo e poi di Salamanca, nel cui ruolo ebbe l'onore di porre la prima pietra della Cattedrale Nuova. Nel 1517 si recò a Roma, dove si trovava ancora nel 1527, durante il sacco di Roma, quando si rifugiò in Castel Sant'Angelo assieme a papa Clemente VIII.

## Successione apostolica
La successione apostolica è:
- Vescovo Vicente de Peraza, O.P. (1521)